# 马学军
马学军（1962年10月—），男，东乡族，甘肃临夏人，中华人民共和国政治人物。西北民族学院汉语系汉语言文学专业毕业，中央党校在职研究生学历。

## 生平
1984年8月参加工作。1986年10月加入中国共产党。1995年6月，任中共临夏市委书记。2000年2月，任中共平凉地委副书记。2002年9月，平凉撤地设市后，任中共平凉市委副书记。2004年7月，任平凉市人民政府代市长，当年12月转正。2006年11月，任中共平凉市委书记。次年1月兼任市人大常委会主任。2008年8月，任中共中央组织部干部二局巡视员、副局长。
2013年7月，任中共新疆维吾尔自治区党委组织部部长。2015年4月，升任中共新疆维吾尔自治区党委常委，晋升副部级。2018年2月24日，当选为第十三届全国人大代表。2018年7月，任中共内蒙古自治区党委常委、内蒙古自治区人民政府常务副主席，2020年7月不再擔任。2020年8月，出任内蒙古自治区政协党组成员。2021年1月，当选为自治区政协副主席，至2023年1月换届卸任。